# Drag Race (franchise)
Cet article concerne la franchise Drag Race en général. Pour la version américaine, voir RuPaul's Drag Race.
Drag Race est une franchise d'émissions de télé-réalité mettant en scène une compétition de drag queens créée en 2009 par RuPaul et la société de production World of Wonder,.
RuPaul's Drag Race, la série principale de la franchise, a produit à ce jour seize saisons auxquelles s'ajoutent plusieurs spin-offs comme RuPaul's Drag Race All Stars et de nombreuses versions internationales.

## Chronologie

### De 2008 à 2017: les débuts
Le début de la production de RuPaul's Drag Race commence durant l'année 2008 pour la chaîne télévisée Logo TV comme un remplacement de la série télévisée Rick and Steve: The Happiest Gay Couple in All the World. La première saison de RuPaul's Drag Race est diffusée en février 2009.
En 2012, la première saison de RuPaul's Drag Race All Stars est diffusée,.
À partir de 2017, l'émission est diffusée sur VH1, et en novembre de la même année, World of Wonder lance le service de streaming WOW Presents Plus, qui permet l'accès exclusif à la bibliothèque de programmes de la franchise Drag Race ainsi qu'à des créations WOWPresents,,,.

### Depuis 2018: l'expansion
Depuis 2015, la franchise Drag Race s'est étendue dans le monde entier :
- 2015 : Chili ;
- 2018 : Thaïlande[11] ;
- 2019 : Royaume-Uni[12] ;
- 2020 : Canada, Pays-Bas[13],[14] ;
- 2021 : Australie & Nouvelle-Zélande, Espagne, Italie[15],[16] ;
- 2022 : France, Philippines[17] ;
- 2023 : Allemagne, Belgique, Brésil, Mexique, Suède[18],[19],[20] ;
- 2025 : Afrique du Sud[21].

## Liste des émissions
En cours de diffusion
 Future saison en préparation
 Statut inconnu
 N'est plus diffusé

### International
| PAYS          | LOGO    | TITRE                                   | ÉMETTEUR(S)           | ANNÉE DE PREMIÈRE DIFFUSION | JURY                                           | GAGNANTE(S)                                              |
| ------------- | ------- | --------------------------------------- | --------------------- | --------------------------- | ---------------------------------------------- | -------------------------------------------------------- |
| International |         | RuPaul's Drag Race: UK vs The World     | BBC Three BBC iPlayer | 2022                        | RuPaul Michelle Visage Alan Carr Graham Norton | Saison 1, 2022 : Blu Hydrangea Saison 2, 2024 : Tia Kofi |
| International |         | Canada's Drag Race: Canada vs The World | Crave                 | 2022                        | Brooke Lynn Hytes Brad Goreski Traci Melchor   | Saison 1, 2022 : Ra'Jah O'Hara Saison 2, 2024 : Lemon    |
| International |         | RuPaul's Drag Race: Global All Stars    | Paramount+ MTV        | 2024                        | RuPaul Michelle Visage Jamal Sims              | Saison 1, 2024 : Alyssa Edwards                          |
| International | À venir | Drag Race Philippines: Slaysian Royale  | À venir               | 2025                        | À venir                                        | À venir                                                  |

### Afrique
| PAYS           | LOGO    | TITRE                  | ÉMETTEUR(S) | ANNÉE DE PREMIÈRE DIFFUSION | JURY    | GAGNANTE(S) |
| -------------- | ------- | ---------------------- | ----------- | --------------------------- | ------- | ----------- |
| Afrique du Sud | À venir | Drag Race South Africa | À venir     | 2025                        | À venir | À venir     |

### Amérique
| PAYS       | LOGO | TITRE                               | ÉMETTEUR(S)    | ANNÉE DE PREMIÈRE DIFFUSION | JURY                                                                     | GAGNANTE(S) |
| ---------- | ---- | ----------------------------------- | -------------- | --------------------------- | ------------------------------------------------------------------------ | --- |
| Brésil     |      | Drag Race Brasil                    | MTV Paramount+ | 2023                        | Grag Queen Bruna Braga Dudu Bertholini                                   | Saison 1, 2023 : Organzza Saison 2, 2025 : À venir |
| Canada     |      | Canada's Drag Race                  | Crave          | 2020                        | Brooke Lynn Hytes Brad Goreski Traci Melchor                             | Saison 1, 2020 : Priyanka Saison 2, 2021 : Icesis Couture Saison 3, 2022 : Gisèle Lullaby Saison 4, 2023 : Venus Saison 5, 2024 : The Virgo Queen |
| Chili      |      | The Switch Drag Race                | Mega           | 2015                        | Nicole Gaultier Íngrid Cruz                                              | Saison 1, 2015 : Luz Violeta Saison 2, 2018 : Miss Leona |
| États-Unis |      | RuPaul's Drag Race                  | MTV            | 2009                        | RuPaul Michelle Visage Carson Kressley Ross Mathews Ts Madison Law Roach | Saison 1, 2009 : BeBe Zahara Benet Saison 2, 2010 : Tyra Sanchez Saison 3, 2011 : Raja Saison 4, 2012 : Sharon Needles Saison 5, 2013 : Jinkx Monsoon Saison 6, 2014 : Bianca Del Rio Saison 7, 2015 : Violet Chachki Saison 8, 2016 : Bob The Drag Queen Saison 9, 2017 : Sasha Velour Saison 10, 2018 : Aquaria Saison 11, 2019 : Yvie Oddly Saison 12, 2020 : Jaida Essence Hall Saison 13, 2021 : Symone Saison 14, 2022 : Willow Pill Saison 15, 2023 : Sasha Colby Saison 16, 2024 : Nymphia Wind Saison 17, 2025 : Onya Nurve |
| États-Unis |      | RuPaul's Drag U                     | Logo TV        | 2010                        | Lady Bunny                                                               | — |
| États-Unis |      | RuPaul's Drag Race All Stars        | Paramount+     | 2012                        | RuPaul Michelle Visage Carson Kressley Ross Mathews Ts Madison           | Saison 1, 2012 : Chad Michaels Saison 2, 2016 : Alaska Saison 3, 2018 : Trixie Mattel Saison 4, 2019 : Monét X Change, Trinity The Tuck Saison 5, 2020 : Shea Couleé Saison 6, 2021 : Kylie Sonique Love Saison 7, 2022 : Jinkx Monsoon Saison 8, 2023 : Jimbo Saison 9, 2024 : Angeria Paris VanMicheals Saison 10, 2025 : En cours |
| États-Unis |      | RuPaul's Secret Celebrity Drag Race | VH1            | 2020                        | RuPaul Michelle Visage Carson Kressley Ross Mathews                      | Saison 1, 2020 : Jordan Connor, Vanessa Williams, Matt Iseman, Alex Newell, Dustin Milligan, Hayley Kiyoko Saison 2, 2022 : A. J. McLean |
| Mexique    |      | Drag Race México                    | MTV Paramount+ | 2023                        | Lolita Banana Taiga Brava Óscar Madrazo                                  | Saison 1, 2023 : Cristian Peralta Saison 2, 2024 : Leexa Fox Saison 3, 2025 : À venir |

### Asie
| PAYS        | LOGO | TITRE                 | ÉMETTEUR(S)       | ANNÉE DE PREMIÈRE DIFFUSION | JURY                                           | GAGNANTE(S)                                                                                       |
| ----------- | ---- | --------------------- | ----------------- | --------------------------- | ---------------------------------------------- | ------------------------------------------------------------------------------------------------- |
| Philippines |      | Drag Race Philippines | Discovery+ HBO Go | 2022                        | Paolo Ballesteros Jiggly Caliente ✝ Kaladkaren | Saison 1, 2022 : Precious Paula Nicole Saison 2, 2023 : Captivating Katkat Saison 3, 2024 : Maxie |
| Thaïlande   |      | Drag Race Thailand    | LINE TV           | 2018                        | Pangina Heals                                  | Saison 1, 2018 : Natalia Pliacam Saison 2, 2019 : Angele Anang Saison 3, 2024 : Frankie Wonga     |

### Europe
| PAYS        | LOGO | TITRE                      | ÉMETTEUR(S)              | ANNÉE DE PREMIÈRE DIFFUSION | JURY                                                         | GAGNANTE(S) |
| ----------- | ---- | -------------------------- | ------------------------ | --------------------------- | ------------------------------------------------------------ | --- |
| Allemagne   |      | Drag Race Germany          | MTV Paramount+           | 2023                        | Barbie Breakout Gianni Jovanovic Dianne Brill                | Saison 1, 2023 : Pandora Nox |
| Belgique    |      | Drag Race Belgique         | Auvio Tipik              | 2023                        | Rita Baga Mustii Lio                                         | Saison 1, 2023 : Drag Couenne Saison 2, 2024 : Alvilda |
| Espagne     |      | Drag Race España           | Atresmedia               | 2021                        | Supremme de Luxe Ana Locking Javier Ambrossi Javier Calvo    | Saison 1, 2021 : Carmen Farala Saison 2, 2022 : Sharonne Saison 3, 2023 : Pitita Saison 4, 2024 : Le Cocó Saison 5, 2025 : À venir                                                                                 |
| Espagne     |      | Drag Race España All Stars | Atresmedia               | 2024                        | Supremme de Luxe Ana Locking Javier Ambrossi Javier Calvo    | Saison 1, 2024 : Drag Sethlas |
| France      |      | Drag Race France           | France.tv Slash France 2 | 2022                        | Nicky Doll Daphné Bürki Kiddy Smile                          | Saison 1, 2022 : Paloma Saison 2, 2023 : Keiona Saison 3, 2024 : Le Filip |
| France      |      | Drag Race France All Stars | France.tv Slash France 2 | 2025                        | Nicky Doll Daphné Bürki Loïc Prigent Shy'm                   | Saison 1, 2025 : À venir |
| Italie      |      | Drag Race Italia           | MTV Paramount+           | 2021                        | Priscilla Chiara Francini Paola Iezzi Paolo Camilli          | Saison 1, 2021 : Elecktra Bionic Saison 2, 2022 : La Diamond Saison 3, 2023 : Lina Galore |
| Pays-Bas    |      | Drag Race Holland          | Videoland                | 2020                        | Fred van Leer Marieke Samallo Carlo Boszhard Raven van Dorst | Saison 1, 2020 : Envy Peru Saison 2, 2021 : Vanessa Van Cartier |
| Royaume-Uni |      | RuPaul's Drag Race UK      | BBC Three                | 2019                        | RuPaul Michelle Visage Alan Carr Graham Norton               | Saison 1, 2019 : The Vivienne Saison 2, 2021 : Lawrence Chaney Saison 3, 2021 : Krystal Versace Saison 4, 2022 : Danny Beard Saison 5, 2023 : Ginger Johnson Saison 6, 2024 : Kyran Thrax Saison 7, 2025 : À venir |
| Suède       |      | Drag Race Sverige          | SVT                      | 2023                        | Robert Fux Farao Groth Kayo Shekoni                          | Saison 1, 2023 : Admira Thunderpussy Saison 2, 2025 : À venir |

### Océanie
| PAYS                       | LOGO | TITRE                | ÉMETTEUR(S) | ANNÉE DE PREMIÈRE DIFFUSION | JURY                           | GAGNANTE(S) |
| -------------------------- | ---- | -------------------- | ----------- | --------------------------- | ------------------------------ | --- |
| Australie Nouvelle-Zélande |      | Drag Race Down Under | Stan TVNZ   | 2021                        | Michelle Visage Rhys Nicholson | Saison 1, 2021 : Kita Mean Saison 2, 2022 : Spankie Jackzon Saison 3, 2023 : Isis Avis Loren Saison 4, 2024 : Lazy Suzan |